# 朱瓉
朱瓉，四川井研縣人，明朝政治人物。

## 生平
永樂十八年（1420年）中式庚子科四川鄉試第一名（解元），任陝西南鄭縣教諭。

## 遺跡
井研南街有“解元坊”，為景泰間知縣馮讓為朱瓉所立，至晚清尚存。